# دن اسکنلون
دن اسکنلون (به انگلیسی: Dan Scanlon ؛ زاده ۲۱ جون ۱۹۷۶) کارگردان، نویسنده و انیماتور آمریکایست که با شرکت پیکسار همکاری می‌کند. یکی از بهترین آثارش انیمیشن دانشگاه هیولاها است که در سال ۲۰۱۳ منتشر شد و ادامه‌ای بود برای انیمیشن سال ۲۰۰۱، کارخانه هیولاها. وی همچنین کارگردانی به پیش را بر عهده داشته‌است. از دیگر آثاری که او در ساخت آن‌ها مشارکت داشته می‌توان به ماشین‌ها، راتاتویی، داستان اسباب‌بازی ۳، ماشین‌ها ۲، دلیر، درون و بیرون، در جستجوی دوری، ماشین‌ها ۳، کوکو، شگفت‌انگیزان ۲، داستان اسباب‌بازی ۴ و روح اشاره کرد.
وی زاده میشیگان در آمریکا و دانش‌آموخته دانشگاه هنر و طراحی کلمبوس است. او به همراه همسرش که همکار وی نیز است در شهر سانفرانسیسکو زندگی می‌کنند.

## پیوند
دن اسکنلون در بانک اطلاعات اینترنتی فیلم‌ها